# Дубище (Хмельницкая область)
Дубище (укр. Дубище) — село в Красиловском районе Хмельницкой области Украины.
Население по переписи 2001 года составляло 348 человек. Почтовый индекс — 31054. Телефонный код — 38255. Занимает площадь 0,809 км². Код КОАТУУ — 6822782102.

## Местный совет
31054, Хмельницкая обл., Красиловский р-н, с. Волица, ул. Школьная, 6